# Ambia ambrealis
Ambia ambrealis là một loài bướm đêm trong họ Crambidae.